# New Game!
New Game! (ニューゲーム) est un manga yonkoma écrit et illustré par Shōtarō Tokunō. Le manga est  prépublié dans le magazine Manga Time Kirara Carat (en) des éditions Hōbunsha entre janvier 2013 et octobre 2021. La série est compilée en treize volumes tankōbon. Une adaptation en série télévisée d'animation par les studios Doga Kobo est diffusée entre juillet et septembre 2016 au Japon sur Tokyo MX et en simulcast dans les pays francophones sur Crunchyroll. Une seconde saison est diffusée entre juillet et septembre 2017.

## Synopsis
Aoba Suzukaze, qui vient de finir le lycée, trouve un travail dans une entreprise de création de jeux vidéo, EagleJump. Elle découvre que sa supérieure est la character designer du jeu qu'elle aimait tant étant enfant, « Fairies Stories ». Elle commence à travailler en tant que chara-designer elle aussi, découvre ses collègues et le monde du travail.

## Personnages
Aoba Suzukaze (涼風 青葉, Suzukaze Aoba)
Voix japonaise : Yūki Takada
Kō Yagami (八神 コウ, Yagami Kō)
Voix japonaise : Yōko Hikasa
Rin Tōyama (遠山 りん, Tōyama Rin)
Voix japonaise : Ai Kayano
Hifumi Takimoto (滝本 ひふみ, Takimoto Hifumi)
Voix japonaise : Megumi Yamaguchi
Yun Iijima (飯島 ゆん, Iijima Yun)
Voix japonaise : Ayumi Takeo
Hajime Shinoda (篠田 はじめ, Shinoda Hajime)
Voix japonaise : Megumi Toda
Umiko Ahagon (阿波根 うみこ, Ahagon Umiko)
Voix japonaise : Chitose Morinaga
Nene Sakura (桜 ねね, Sakura Nene)
Voix japonaise : Madoka Asahina
Shizuku Hazuki (葉月 しずく, Hazuki Shizuku)
Voix japonaise : Eri Kitamura

## Manga
Le manga est écrit et illustré par Shōtarō Tokunō. La série est prépubliée dans le magazine Manga Time Kirara Carat des éditions Houbunsha entre le 28 janvier 2013 et octobre 2021. Treize volumes tankōbon ont été édités.

## Anime
Une adaptation en série télévisée d'animation est annoncée dans le numéro de décembre 2015 du magazine Manga Time Kirara et est diffusée à partir de juillet 2016,. L’anime est produit par Doga Kobo, avec Yoshiyuki Fujiwara comme réalisateur et Fumihiko Shimo comme scénariste, et Ai Kikuchi comme character designer.
Une seconde saison est annoncée en février 2017. Intitulée New Game!!, elle est diffusée entre le 11 juillet 2017 et le 26 septembre 2017.

### Saison 1: New Game!
| No  | Titre de l’épisode en français                                                                    | Titre original de l’épisode                                                                           | Date de 1re diffusion |
| --- | ------------------------------------------------------------------------------------------------- | --- | --------------------- |
| 1   | C'est donc ça qu'on ressent quand on commence son premier emploi !                                | なんだかホントに入社した気分です！ Nandaka honto ni nyūshashita kibun desu!                           | 4 juillet 2016        |
| 2   | C’est donc ça, une sortie au bar entre adultes                                                    | これが大人の飲み会…… Kore ga otona no nomikai…                                                        | 11 juillet 2016       |
| 3   | Que va-t-il se passer si j’arrive en retard ?                                                     | 遅刻したらどうなるんだろう Chikoku shitara dō narun darō                                              | 18 juillet 2016       |
| 4   | Ma première paie                                                                                  | 初めての…お給料… Hajimete no… okyūryō…                                                                | 26 juillet 2016       |
| 5   | Vous restez souvent dormir au bureau ?                                                            | そんなに泊まり込むんですか？ Sonna ni tomarikomun desu ka?                                            | 1er août 2016         |
| 6   | La date de sortie… non précisée ?                                                                 | 発売…中止とか？ Hatsubai… chūshi to ka?                                                               | 8 août 2016           |
| 7   | Former correctement les nouvelles recrues                                                         | 新人の教育はしっかりしてください Shinjin no kyōiku wa shikkari shite kudasai                          | 15 août 2016          |
| 8   | C’est les vacances d’été !                                                                        | 夏休みだぁああ！！ Natsuyasumi daaa!!                                                                 | 22 août 2016          |
| 9   | On doit vraiment aller au travail ?                                                               | 出勤しちゃいけないんですか？ Shukkin shicha ikenain desu ka?                                          | 29 août 2016          |
| 10  | Le vide juridique de la nouvelle loi permet de baisser le salaire de ses employés à temps plein ? | 正社員ってお給料を安くするための法の抜け穴… Seishain tte okyūryō o yasuku suru tame no hō no nukeana… | 5 septembre 2016      |
| 11  | Des images du jeu ont fuité hier sur Internet                                                     | リーク画像が昨日、ネットに出てましたよ！ Rīku gazō ga kinō, netto ni detemashita yo!                  | 12 septembre 2016     |
| 12  | Un de mes rêves s'est réalisé                                                                     | ひとつ夢が叶いました！ Hitotsu yume ga kanaimashita!                                                  | 19 septembre 2016     |
| OAV | Mon premier voyage d'entreprise (Titre non traduit par Crunchyroll.)                              | 私、社員旅行って初めてなので… Watashi, Shain Ryokō tte Hajimete nanode…                               | 31 mars 2017          |

### Saison 2: New Game!!
| No | Titre de l’épisode en français                                                 | Titre original de l’épisode                                                           | Date de 1re diffusion                        |
| -- | ------------------------------------------------------------------------------ | ------------------------------------------------------------------------------------- | -------------------------------------------- |
| 1  | Bravo, j'ai réussi à me ridiculiser devant vous…                               | 恥ずかしいところを見られてしまいました…… Hazukashī Tokoro o Mirarete Shimaimashita... | 29 juin 2017 (pré-diffusion) 11 juillet 2017 |
| 2  | Ah mais non, on dirait juste un déguisement !                                  | これじゃあただのコスプレだにゃー！ Kore Jā Tada no Kosupure da Nyā!                   | 18 juillet 2017                              |
| 3  | Hum… La honte…                                                                 | ……うー、恥ずかしい！ ...Ū, Hazukashī!                                                 | 25 juillet 2017                              |
| 4  | Elle est aveugle, ou quoi ?                                                    | この…にぶちんめ！ Kono... Nibuchin-me!                                                | 1er août 2017                                |
| 5  | Hé, bas les pattes                                                             | や、変なとこ触らないでよ！ Ya, Hen na Toko Sawaranai de yo!                           | 8 août 2017                                  |
| 6  | Ah… C’est magnifique…                                                          | あぁ……すごいなあ…… Aa... Sugoi naa...                                                 | 15 août 2017                                 |
| 7  | Je sens qu'on me dévisage, là…                                                 | 凄く熱い視線を感じる Sugoku Atsui Shisen o Kanjiru                                    | 22 août 2017                                 |
| 8  | Je dis juste qu'un bar à soubrettes, c'est mieux                               | メイド喫茶がいいと言ったんだよ Meido Kissa ga Ii to Ittanda yo                        | 29 août 2017                                 |
| 9  | Mets au moins une chemise !                                                    | シャツくらい着なよ！ Shatsu Kurai Ki na yo!                                           | 5 septembre 2017                             |
| 10 | Si on laisse passer ce genre de détails, on va perdre le réalisme de l'univers | どんどんリアリティが薄くなっていくんだよ Dondon Riariti ga Usuku Natte Ikunda yo      | 12 septembre 2017                            |
| 11 | T'aurais pas un côté obscur, en fait ?                                         | 心になにか抱えてるのか Kokoro ni Nani ka Kakaeteru no Ka                              | 19 septembre 2017                            |
| 12 | J'espère que vous l'achèterez                                                  | ぜひ買ってくださいね！ Zehi Katte Kudasai ne!                                         | 26 septembre 2017                            |